# طوفان شن

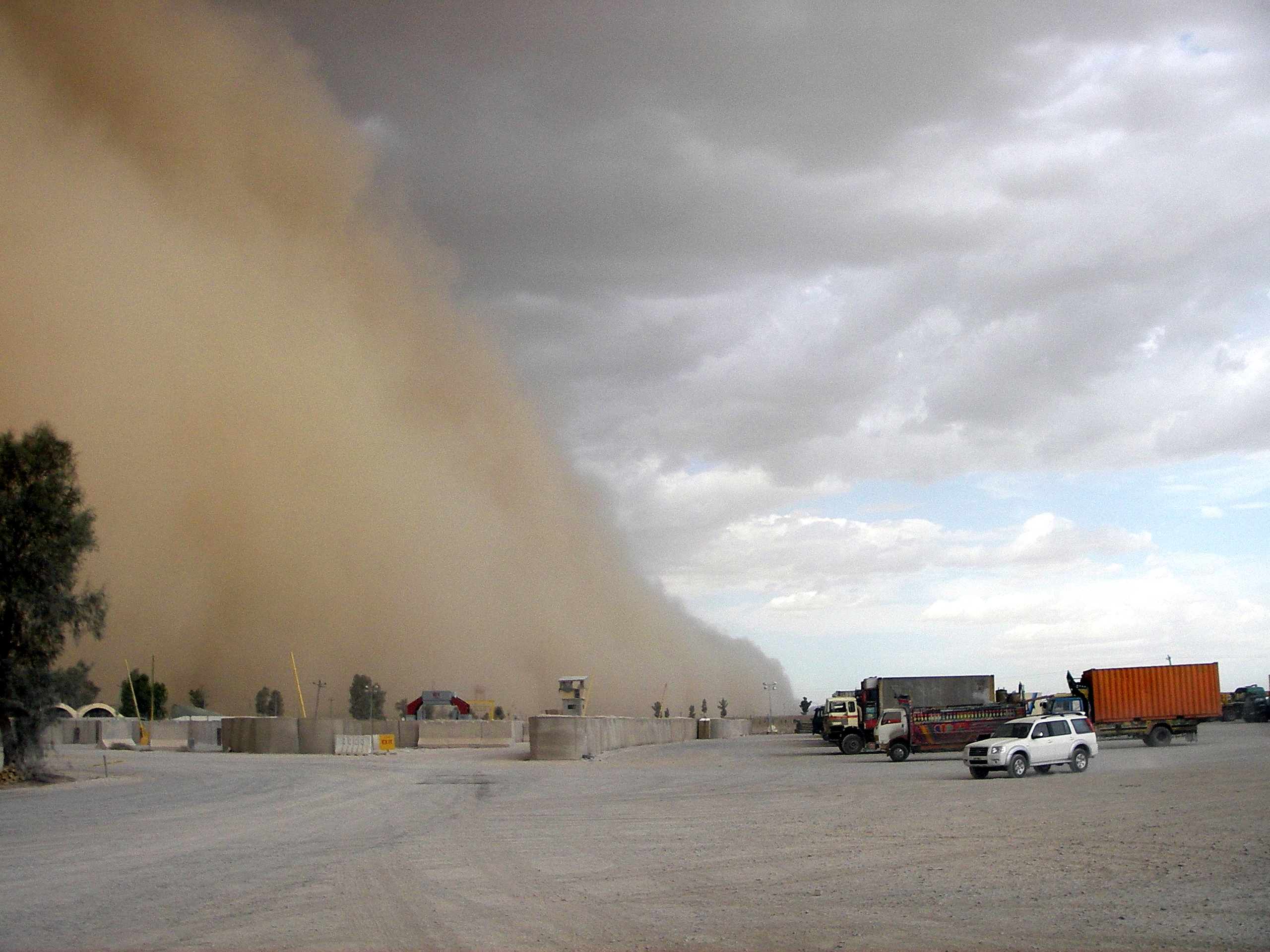
توفان گرد و غبار بر فراز فرودگاه قندهار، اوت ۲۰۰۸

توفان خاک یا توفان گرد و غبار (به انگلیسی: Dust storm) که توفان شن و توفان ماسه (به انگلیسی: Sandstorm) نیز نامیده می‌شود، پدیده‌ای جوّی است که در مناطق خشک و نیمه‌خشک رخ می‌دهد. در این پدیده بادی نیرومند ذرات ماسه را از سطح خشک زمین به هوا بلند می‌کند. این ذرات بسته به اندازه آنها تا مسافت‌های زیادی در هوا حرکت می‌کنند و در آخر به زمین فرو می‌افتند.
در توفان گرد و غبار، یا به‌طور عامیانه توفان شن، بادهای قوی گرد و غبار را از زمین بلند کرده و میدان دید به کمتر از یک کیلومتر می‌رسد. عوامل مختلفی اعم از عوامل جوی، وجود بادهای شدید، خاک لخت و بدون پوشش گیاهی، ساختارهای زمین‌شناسی، بارندگی کم، کاهش رطوبت خاک و آب و هوای خشک سبب تشکیل این‌گونه توفان‌ها می‌گردد. در سال‌های اخیر به‌دلیل تغییرات اقلیمی و آب و هوای کره زمین، وقوع توفان‌های گرد و غبار افزایش یافته است.

## توفان شن و راهکارهای مقابله با آن
تاکنون به مناطق کویری سفر رفته‌اید؟ ناگهان بادی تند شروع به وزیدن بگیرد و شن‌ها به هوا بلند شوند، چشم‌هایتان شروع به سوزش کند و نفس کشیدن سخت شود! اگر درون وسیله نقلیه خود هستید، بیرون آمدن از ماشین برایتان دشوار شود. در این هنگام باید گفت که شما دچار توفان شن شده‌اید. توفان شن در طول قرن‌ها معضل همیشگی کشورهایی بوده است که در آن نقاط کویری و صحرایی وجود دارد. هر جایی که آب و هوا خشک باشد امکان بروز توفان شن وجود دارد و در هر کشوری و فرهنگی، راهکارهای مقابله با آن متفاوت است. در مجله الی گشت به گرد و غبار و توفان شن پرداخته و اگر به مناطقی رفتید که با چنین پدیده‌ای مواجه شدید، می‌توانید راهکارهای مقابله با توفان شن را به خاطر آورده و از آن‌ها استفاده کنید.

## گرد و غبار در ایران
در سال‌های اخیر گرد و خاک وارد شده به ایران از همسایه‌های غربی، شامل کشورهای عراق، سوریه، اردن، عربستان و خود کشور ایران برخاسته است. سهم هر کدام از کشورهای مزبور در تولید گرد و خاک متفاوت بوده است و بیشترین نقش در تولید آن را به ترتیب کشورهای عراق، سوریه و عربستان بر عهده دارند.
دکتر ناصر کرمی، کارشناس محیط زیست گفت: «آن بخش از ریزگردها که خاستگاه داخلی دارند، ناشی از "قهقرای سرزمینی در ایران" هستند. خشکیدن تالاب‌ها، دشت‌ها، فرونشست زمین، بیابان‌زایی و فرسایش خاک از جمله عوامل بروز چنین قهقرایی هستند و بحران زیست‌محیطی وخیم‌تر، سوای بحث ریزگردها، همین قهقرا است که "ردپای حکومت ایران" نیز در آن کاملا مشهود است.»

## نگارخانه

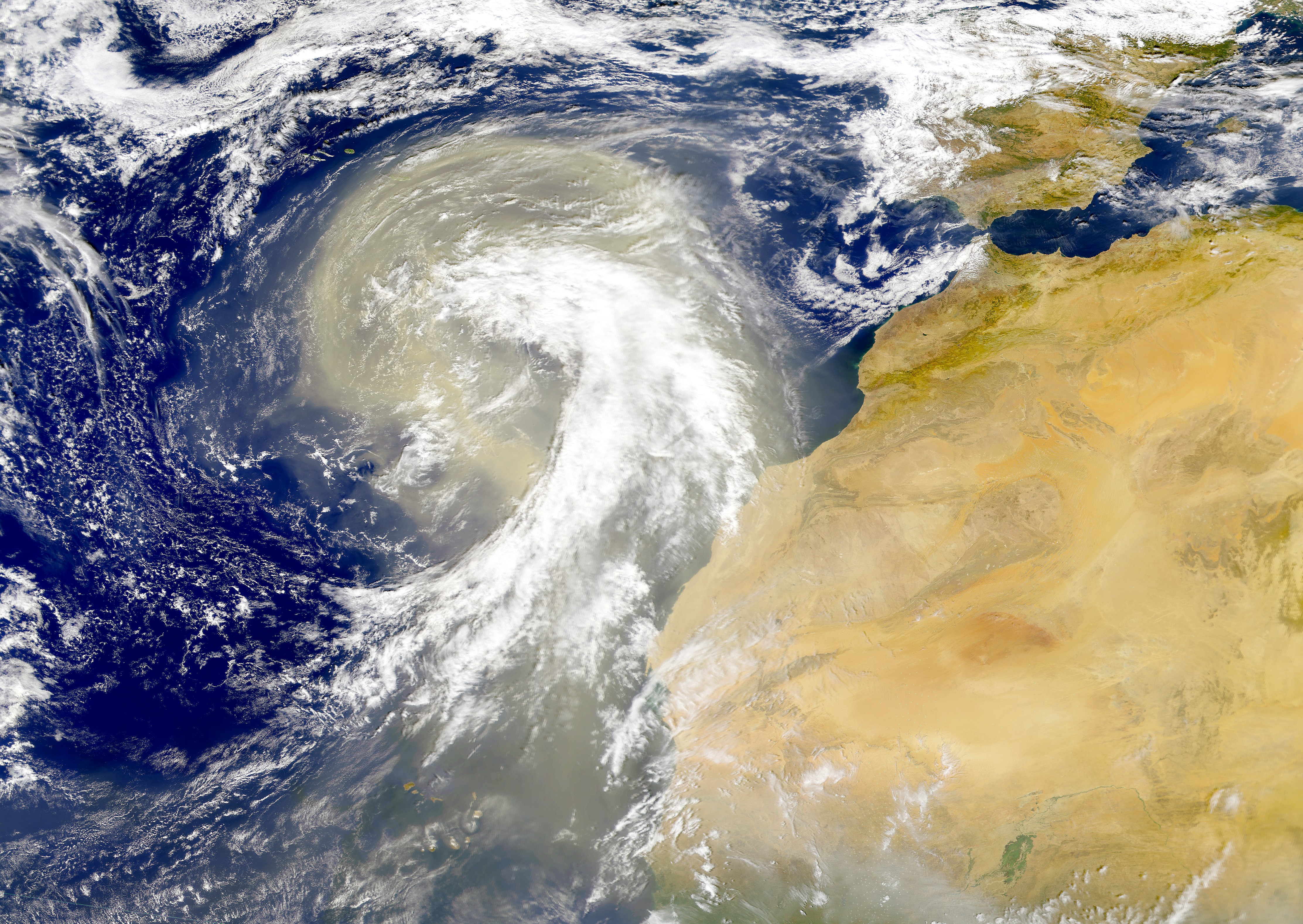
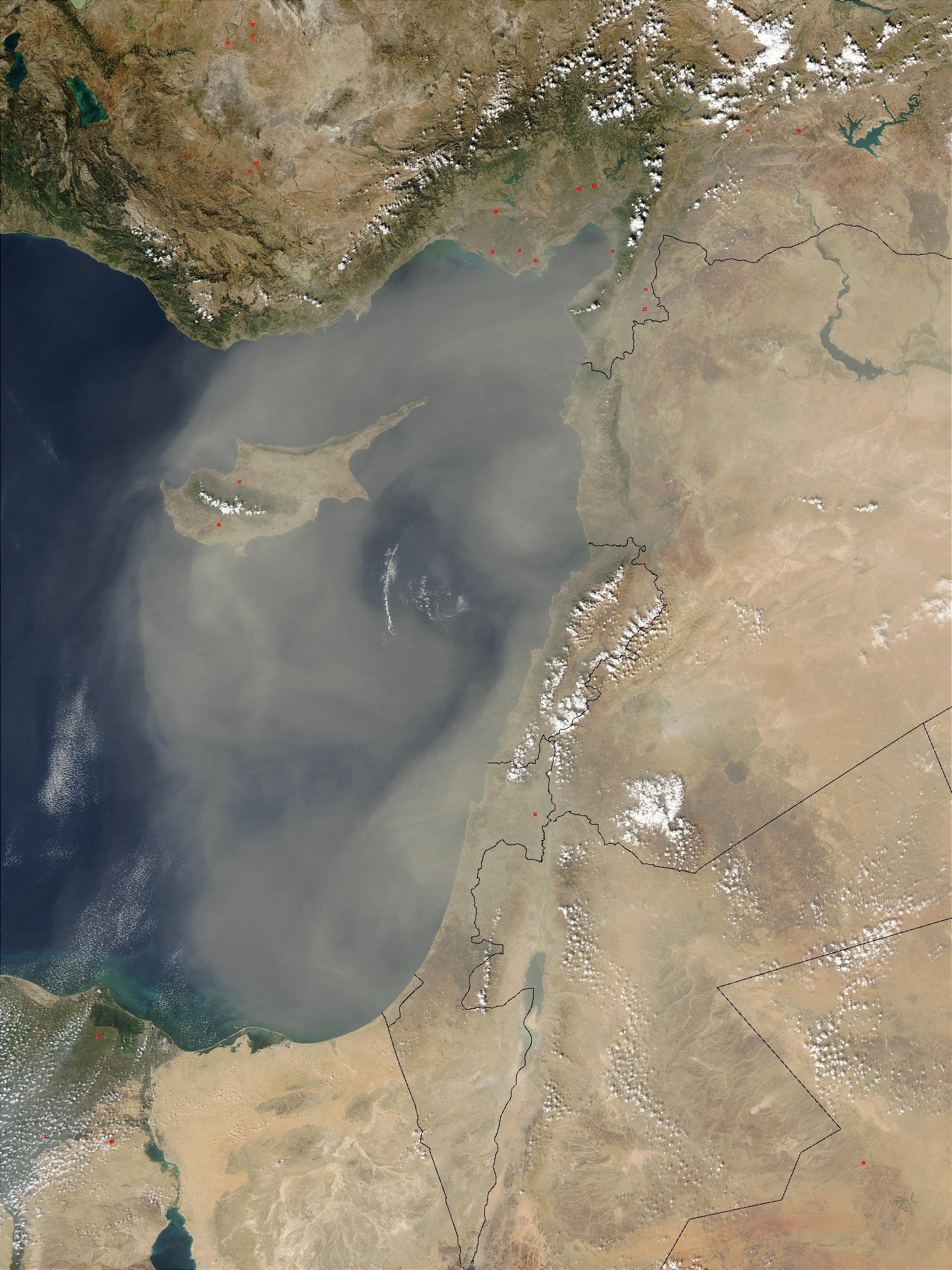
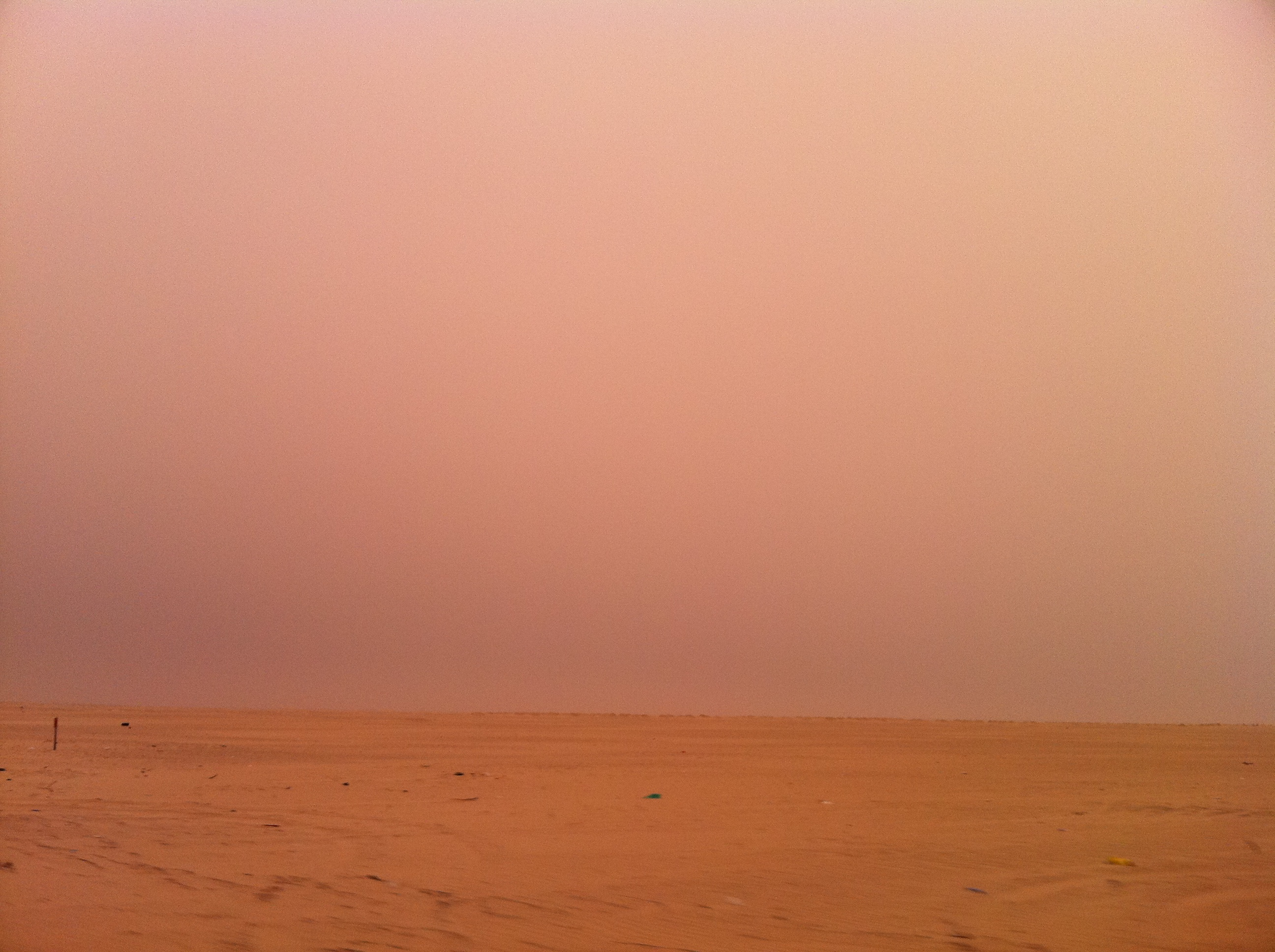
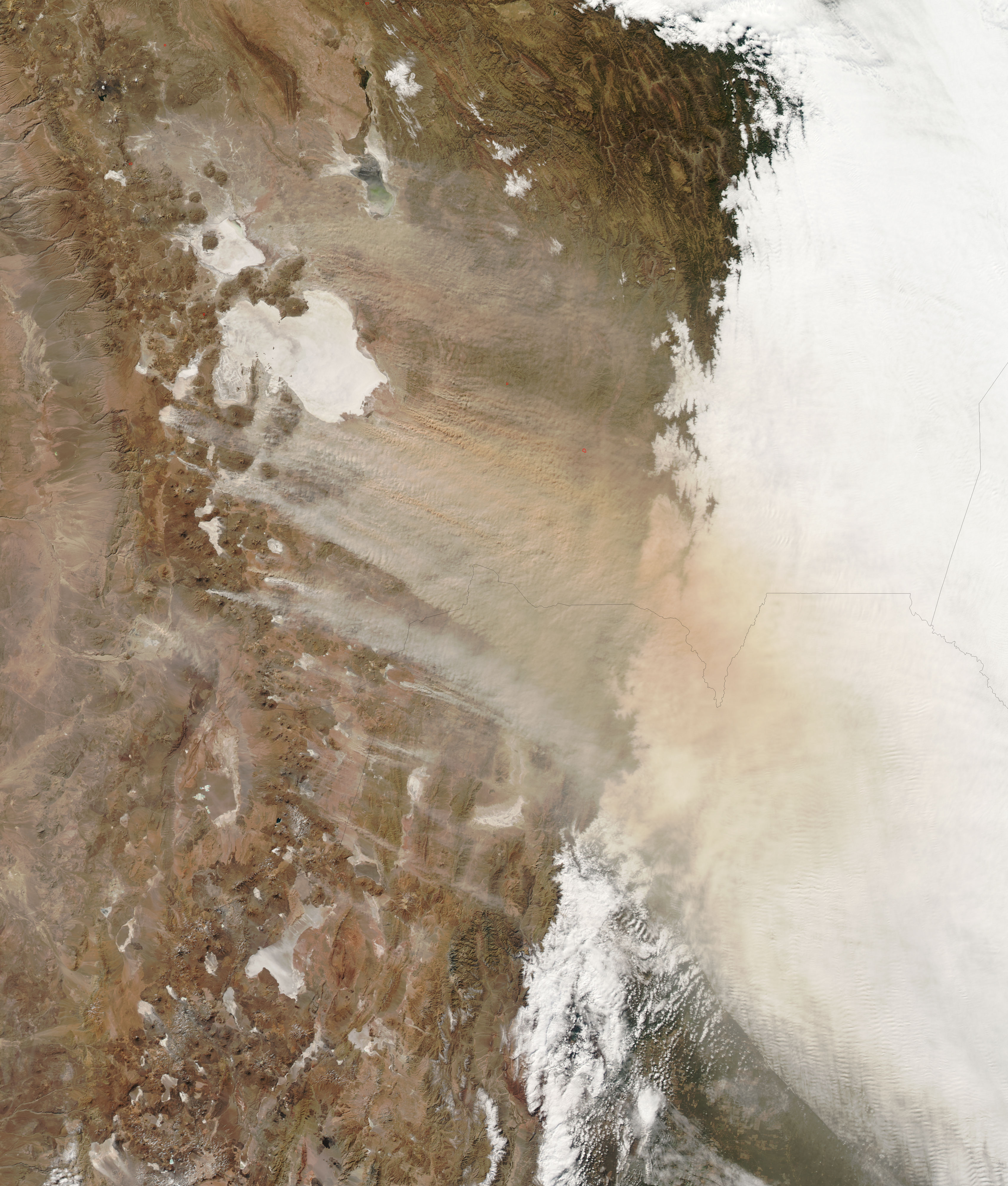
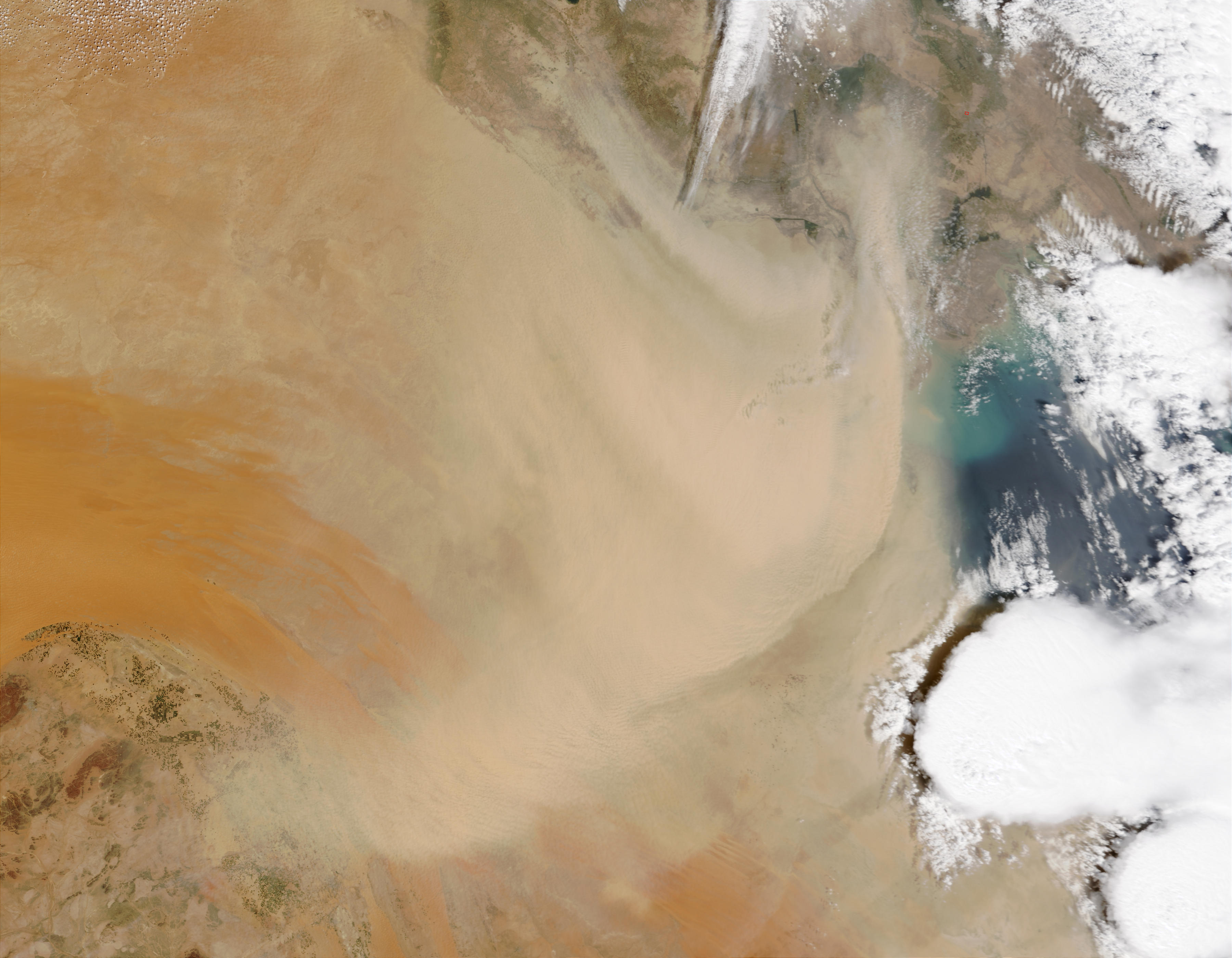
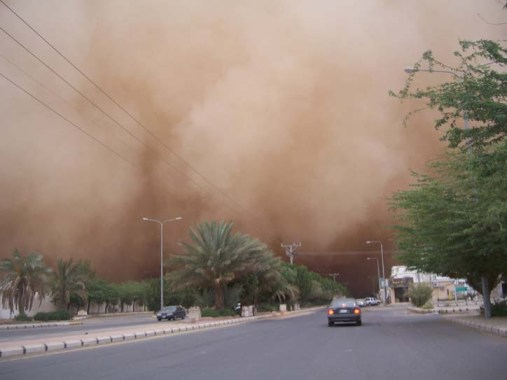
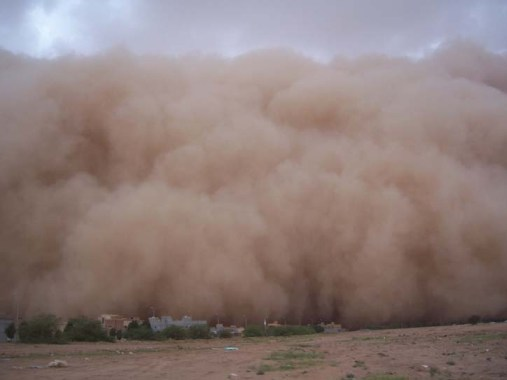